# José Sánchez-Sanz
José Sánchez-Sanz (nacido en Madrid, 1970) es un compositor español. Empezó a estudiar música en el conservatorio con 7 años, utilizando el piano como instrumento. También realizó estudios de clarinete, que combinaba con los de piano. Debido a su interés por el mundo cinematográfico, decidió estudiar Comunicación Audiovisual en la Universidad Complutense de Madrid. Al terminar esta licenciatura, y como complemento a su formación artística, ingresó en el Conservatorio Superior de Madrid, donde consiguió el título superior de Composición, Armonía e Instrumentación. Unos años más tarde, completaría su perfil musical en el Conservatorio Superior de Zaragoza, del que saldría con el título superior de Dirección de Orquesta.
Esta formación, en los ámbitos musical y audiovisual, le ha facilitado componer la música de multitud de películas, documentales, series de televisión, spots de publicidad y cortometrajes, por los que ha recibido diversos premios. También ha trabajado sobre el escenario como teclista de Django FM, Mirafiori y, en la actualidad, con el grupo Ellos, en el que también ha hecho los arreglos de su último disco, Cardiopatía severa.
Como docente, José Sánchez-Sanz lleva desde 1997 impartiendo diversas clases de música para la imagen en la Universidad Europea de Madrid, así como en cursos y talleres. Además, investiga sobre la aplicación de la música en los medios audiovisuales. Mediante sus asignaturas busca transmitir a los alumnos los conocimientos adquiridos a través de su carrera profesional y su labor investigadora.

## Filmografía como compositor

### Largometrajes
- 2023 - Cemento (película), dirigida por Senén Fernández;
- 2020 - Ni te me acerques, dirigida por Norberto Ramos del Val;
- 2013 - Faraday, dirigida por Norberto Ramos del Val;
- 2010 - El idioma imposible, dirigida por Rodrigo Rodero;
- 2009 - The Symmetry of Love, dirigida por Aitor Gaizka;
- 2008 - Hobby, dirigida por Ciro Altabás;
- 2004 - H6: Diario de un asesino, dirigida por Martín Garrido;
- 2002 - Entre abril y julio, dirigida por Aitor Gaizka;
- 1998 - Shacky Carmine, dirigida por Chema de la Peña;
- 1995 - Menos que cero, dirigida por Ernesto Tellería;
- 1994 - Besos y abrazos, dirigida por Antonio Gárate.

### Cortometrajes
- 2010 - Uniformadas, dirigido por Irene Zoe Alameda;
- 2010 - Fumar, matar, morir, dirigido por Pedro P. Jiménez;
- 2010 - Hemisferio, dirigido por Luis Ferrández y Alejandro Aboli;
- 2009 - 3 de mayo, dirigido por Luis Ferrández y Alejandro Aboli;
- 2009 - Las apariencias engañan, dirigido por Marco Denaro;
- 2008 - Con dos años de garantía, dirigido por Juan Parra;
- 2008 - Buen viaje, dirigido por Irene Zoe Alameda;
- 2008 - Manual práctico del amigo imaginario (abreviado), dirigido por Ciro Altabás;
- 2008 - La tablilla, dirigido por Luis Ángel Sánchez;
- 2008 - Psycofooting Therapy, dirigido por Juan Parra;
- 2007 - El hilo de Ariadna, dirigido por Luis Ferrandez;
- 2007 - La mitad que yo, dirigido por Marco Denaro;
- 2007 - Puertas, dirigido por Roberto Goñi;
- 2006 - Seis o siete veranos, dirigido por Rodrigo Rodero;
- 2006 - Campo de la rosa, dirigido por Rodrigo Rodero;
- 2005 - DVD, dirigido por Ciro Altabás;
- 2005 - Waiting Room, dirigido por Moisés Romera;
- 2005 - Re, dirigido por Alberto Argüelles;
- 2005 - Nana mía, dirigido por Verónica Cerdán;
- 2005 - Envejece conmigo, dirigido por Alberto Moreno;
- 2004 - El punto ciego, dirigido por Álex Montoya y Raúl Navarro;
- 2004 - Chatarra, dirigido por Rodrigo Rodero;
- 2004 - Y Dios les abandonó, dirigido por José Luis Manzano;
- 2003 - I’ll See You in My Dreams, dirigido por Miguel Ángel Vivas;
- 2003 - Las superamigas contra el profesor Vinilo, dirigido por Domingo González;
- 2003 - El espejo, dirigido por Pablo J. Gómez;
- 2003 - El descampado, dirigido por Pedro Touceda;
- 2003 - El alta, dirigido por Antonio Gil Aparicio;
- 2003 - Heridas, dirigido por José Luis Manzano;
- 2002 - Kundas, dirigido por Rodrigo Rodero;
- 2002 - El hombre del saco, dirigido por Miguel Ángel Vivas;
- 2002 - Fatum, dirigido por Alberto Moreno;
- 2002 - Rutina, dirigido por Francisco de Lucas;
- 2001 - Mezclar es malísimo, dirigido por David Serrano;
- 2000 - El emblema, dirigido por Antonio Gil Aparicio;
- 2000 - Llombai, dirigido por Verónica Cerdán;
- 2000 - Historias de detectives, dirigido por Joaquín Domínguez;
- 1998 - Tesoro, dirigido por Miguel Ángel Vivas;
- 1998 - Ver, dirigido por Borja Manso;
- 1998 - El ángel más caído, dirigido por Iván Bouso;
- 1998 - Parabellum, dirigido por Gabriel Velázquez;
- 1997 - Mario Vega, dirigido por José Carlos Moreno;
- 1997 - Primer amor, dirigido por Gaizka Aróstegui;
- 1997 - Última planta, dirigido por Javier Acosta;
- 1997 - Gris en blanco y negro, dirigido por Vicente J. Martín;
- 1997 - Road Movie, dirigido por Norberto Ramos del Val;
- 1996 - Aquellas Navidades, dirigido por Rodrigo Ruiz Tarazona y Oscar Pérez;
- 1996 - Una urgencia, dirigido por José Luis Serrano;
- 1996 - Caminantes nocturnos, dirigido por Carlos Muguiro;
- 1996 - Coro de ángeles, dirigido por Pablo Valiente;
- 1996 - El juego de los dentistas, dirigido por Julio Pascual;
- 1995 - Amén, dirigido por Roberto Díaz Gomar;
- 1995 - A todo tren, dirigido por Lidia Mosquera;
- 1995 - Lourdes de segunda mano, dirigido por Chema de la Peña;
- 1995 - Luismi, dirigido por Norberto Ramos del Val;
- 1995 - Luna, dirigido por Alejandro Amenábar;
- 1994 - Imprevisto, dirigido por Francisco de Lucas;
- 1993 - Sesión, dirigido por Rafael Gómez.

### Televisión
- 2010 - Documental Diversidad, dirigido por Beatriz Carretero y Aida Alumari;
- 2009 - Documental Kardelen para el canal National Geographic de Turquía;
- 2009 - Documental Zoo de Lisboa para el canal National Geographic;
- 2008 - Documental El cambio climático en España para el canal National Geographic;
- 2008 - Música para la serie de televisión Eva y kolegas emitida en Antena.Neox;
- 1998 - Ambientación musical en directo para el programa Digan lo que digan de TVE-1;
- 1998 - Programa de televisión España en corto;
- 1996 - Sintonías de Canal Gasteiz Televisión.

### Publicidad
- 2009 - Campaña Epson multicopiadora para el diario El Mundo;
- 2009 - Campaña Vajilla para el diario El Mundo;
- 2008 - Spot Complementos Hombre para la cadena Telecinco;
- 2008 - Campaña de Coleccionable de Recetas del diario El Mundo;
- 2008 - Campaña para el Juego de Chapas para PSP de Playstation;
- 2008 - Campaña Itinere, el valor de las infraestructuras;
- 2008 - Campaña Cuatro sellos del Franquismo del diario El Mundo;
- 2006 - Spot 060 para el Ministerio de Administraciones Públicas (Agencia Tiempo);
- 2006 - Spot para el correcto uso de las Urgencias en la Comunidad de Madrid (Agencia Arpa y asociados);
- 2006 - Spot Tuc;
- 2003–2006 - Compositor de música para servicios de Teletienda;
- 2004 - Spot Money Gramm;
- 2000 - Spot Segunda mano;
- 1999 - Spot La Razón;
- 1999 - Spot Bassel;
- 1999 - Spot Grissy;
- 1999 - Spot Cerámicas La Oliva;
- 1999 - Spot Soundnet.

## Premios
- 2009 - Festival AMCPP Bocanegra - Premio a la mejor música original por el cortometraje Puertas;
- 2006 - Festival «Cortos de aquí» de Elda - Premio a la mejor música de cortometraje por Waiting Room;
- 2006 - Semana de Cine de Fuentes de Ebro SCIFE - Premio a la mejor música de cortometraje por DVD;
- 2005 - Semana de jóvenes realizadores de Zaragoza - Premio a la mejor música de cortometraje nacional por Envejece conmigo;
- 2004 - Festival de cine Ibérico de Badajoz - Premio a la mejor música original por el cortometraje I’ll See You in My Dreams;
- 2004 - Festival Curt Fictions - Mención especial a la mejor música por el cortometraje Las superamigas contra el profesor Vinilo;
- 2002 - Semana del Cine y de la imagen de Fuentes del Ebro - Premio a la mejor música por el cortometraje Phobia;
- 2001 - Festival de Cine de Alacalá de Henares - Premio Radioactividad a la mejor música original por el cortometraje Mar de cristal;
- 1998 - Festival de cine de Fuengirola - Premio a la mejor música por el cortometraje Parabellum;
- 1998 - Festival de Cine de la Fila de Valladolid - Premio a la mejor música por el cortometraje Mario Vega.